# Giuliano Poletti
Giuliano Poletti (né le 19 novembre 1951 à Imola) est un homme politique italien.

## Biographie
Il obtient son diplôme d'ingénieur agronome. De 1976 à 1979, il est conseiller communal (it) à l’agriculture et aux activités productives d'Imola.
De 1982 à 1989, il est secrétaire de la section du Parti communiste italien d'Imola, ensuite il est élu conseiller provincial à Bologne.
De 1992 à 2000, il est le président d'EFESO, organisme de formation de Legacoop (it) d'Émilie-Romagne. Fin septembre 2000, il devient le président de Legacoop d'Imola, puis président de Legacoop d'Emilie-Romagne et enfin vice-président de Legacoop nationale.
Depuis 2002, il est le président de Legacoop Nationale.
En février 2013, il devient président de l’Alleanza delle Cooperative Italiane (it).
Le 21 février 2014, il est nommé ministre du Travail et des Politiques sociales du gouvernement Renzi.